# Арванити
Арванити (алб. Arbëreshë; грч. Αρβανίτες) су двојезична етничка група становништва у Грчкој албанског порекла. Традиционално говоре арванитски језик, албанску језичку варијанту, уз грчки. Њихови преци су први пут забележени као досељеници који су дошли у данашњу јужну Грчку крајем 13. и почетком 14. века. Били су доминантни елемент становништва у деловима Пелопонеза, Атике и Беотије све до 19. века. Они себе називају Арванити (на грчком) и Арберор (на свом језику). Арванити се данас самоидентификују као Грци као резултат процеса културне асимилације и не сматрају себе Албанцима. Арванитски језик је у стању исцрпљивања због промене језика ка грчком и великих интерних миграција у градове и накнадног мешања становништва током 20. века.

## Порекло
Име Арванити и његови еквиваленти данас се користе како у грчком (Αρβανιτες, облик једнине Αρβανιτης, женски род Αρβανιτισσα), тако и у самом арванитском језику (Arbëreshë  или Arbërorë). У стандардном албанском (Arvanitë, Arbëreshë, Arbërorë) користе се сва три имена. Име Арванити и његове варијанте су засноване на корену арб/алб старог етнонима који су у једном тренутку користили сви Албанци за себе. Односи се на географски појам, прво посведочен код Полибија у облику имена места Арвон (Αρβων), а затим поново код византијских аутора 11. и 12. века у облику Арванон (Αρβανον) или Арвана (Αρβανα), који се односи на на место у данашњој Албанији. Назив Арванити првобитно се односио на становнике тог краја, а потом и на све оне који говоре албански. Алтернативни назив Албанци може бити етимолошки повезан, али је мање јасног порекла. Вероватно је у некој фази помешано са оним "Арбанитаи" због фонолошке сличности. У каснијој византијској употреби, термини "Арбанитаи" и "Албанои", са низом варијанти, коришћени су наизменично, док су се понекад исте групе називале и класицистичким именима Илири. У 19. и раном 20. веку, Алвани (Албанци) су коришћени претежно у формалним регистрима, а Арванити (Αρβανιτες) у популарнијем говору на грчком, али су оба коришћена неселективно и за муслиманске и за хришћанске албанофоне унутар и изван Грчке. У самој Албанији, самоименовање Арванити је замењено новим именом Shqiptarë од 15. века, што је иновација коју нису делиле албанске мигрантске заједнице на југу Грчке. Током 20. века постало је уобичајено да се за народ Албаније користи само Αλβανοι, а за Грке-Арваните само Αρβανιτες, чиме се наглашава национална одвојеност између ове две групе.
Постоји проблем у којој мери термин Арванити такође укључује мале преостале хришћанске албанске групе становништва у Епиру и Западној Македонији. За разлику од јужних Арванита, наводи се да ови говорници користе име Shqiptarë и за себе и за албанске држављане иако ове заједнице данас такође заступају грчки национални идентитет. Ова реч се такође користи у неколико села у Тракији, где су Арванити мигрирали са планина Пинда током 19. века. Међутим, они такође користе име Арванитис говорећи на грчком, док извештаји Евромозаика (1996) примећују да група данас одбацује ознаку Чама. Лингвистички етнолози поистовећују данашње албанско/арванске дијалекте северозападне Грчке са дијалектима Чама, и стога их класификује заједно са стандардним тошким албанским, за разлику од „арванитског албанског правог“. Ипак, извештава се да се на грчком епирски варијетети такође често подводе под „Арванитски језик“ у ширем смислу. Процењује се да је број епирских албанофона 10.000. За арванитику се каже да укључује и вањске дијалекте којима се говори у Тракији.

## Историја
Арванити у Грчкој потичу од албанских досељеника који су се током средњег века доселили на југ из области данашње јужне Албаније. Ови албански покрети у Грчкој први пут су забележени крајем 13. и почетком 14. века. Разлози за ову миграцију нису сасвим јасни и могу бити вишеструки. У многим случајевима Албанце су позивали тадашњи византијски и латински владари. Наређено им је да насељавају подручја која су била у великој мери депопулације због ратова, епидемије и других разлога, а запошљавани су као војници. Такође се верује да су неки каснији покрети били мотивисани да избегну исламизацију након османског освајања.
Групе Албанаца доселиле су се у Тесалију већ 1268. године као плаћеници Михаила Дуке. Албанска племена Буа, Малакаси и Мазараки описана су као „непокорни“ номади који су живели у планинама Тесалије почетком 14. века у „Историји“ цара Јована VI Кантакузина. Он описује да их је било око 12.000 а такође пише и о пакту који су склопили да служе византијском цару и одају му почаст око 1332. у замену за коришћење низијских области Тесалије у летњим месецима. Албанске групе добиле су војне поседе Фанари 1330-их година и до краја 14. века и османског преузимања региона биле су саставни део војних структура Тесалије. Двојица њихових војсковођа познатих у византијским изворима као Петар и Јован Севастопулос контролисала су мале градове Фарсалу и Домокос. Османска контрола почела је крајем 14. века заузимањем Ларисе 1392–1393. и консолидовала се почетком 15. века. Ипак, османска контрола је током овог периода била угрожена групама Грка, Албанаца и Влаха који су се налазили у планинским областима Тесалије.
Главни таласи миграција у јужну Грчку започели су од 1350. године, достигли врхунац негде током 14. века, а завршили су око 1600. Албанци су прво стигли до Тесалије, затим Атике и на крају до Пелопонеза. Једна од већих група албанских досељеника, од 10.000, населила је Пелопонез за време владавине Теодора I Палеолога, прво у Аркадији, а потом у јужнијим областима око Месеније, Арголиде, Елиде и Ахеје. Око 1418. стигла је друга велика група, вероватно бежећи из Етолије, Акарнаније и Арте, где је албанска политичка моћ била поражена. После османског продора 1417. године, друге групе из Албаније прешле су западну Грчку и можда су се инфилтрирале у Ахају. Насељени Албанци су практиковали номадски начин живота заснован на сточарству и раширили се у мала села.
Албанци су се 1453. године подигли на устанак против Томе и Димитрија Палеолога, због хроничне несигурности и плаћања данка Турцима; придружили су им се и локални Грци, који су до тада имали заједничког вођу у Манојлу Кантакузину. Након османског освајања, многи Албанци су побегли у Италију и населили се првенствено у селима Арбереше у Калабрији и на Сицилији. С друге стране, у настојању да контролишу преостале Албанце, Османлије су током друге половине 15. века усвојиле повољну пореску политику према њима, вероватно у наставку сличне византијске праксе. Ова политика је прекинута почетком 16. века.
Током грчког рата за независност, многи Арванити су играли важну улогу у борбама на грчкој страни против Османлија, често као национални грчки хероји. Са формирањем модерних нација и националних држава на Балкану, Арванити су постали саставни део грчке нације. Године 1899, водећи представници Арванита у Грчкој, укључујући потомке хероја независности, објавили су манифест позивајући своје суграђане Албанце ван Грчке да се придруже стварању заједничке албанско-грчке државе.
Током 20. века, након стварања албанске националне државе, Арванити у Грчкој су се много снажније дистанцирали од Албанаца, наглашавајући уместо тога своју националну самоидентификација као Грка. У исто време, сугерише се да су многи Арванити у ранијим деценијама задржали асимилациони став што је довело до прогресивног губитка њиховог традиционалног језика и померања млађе генерације ка грчком. У неким временима, посебно под националистичким режимом од 4. августа под Јоанисом Метаксасом 1936–1941, грчке државне институције су следиле политику активног обесхрабривања и сузбијања употребе арванитског језика. У деценијама након Другог светског рата и Грчког грађанског рата, многи Арванити су били под притиском да напусте свој језик у корист једнојезичности у националном језику, а посебно катаревуса језика који је остао званична варијанта грчког до 1976. Овај тренд је углавном преовладавао током грчке војне хунте 1967–1974.

## Демографија
Османски порески катастар 1460–1463 евидентирао је опорезиво становништво Пелопонеза по домаћинствима (хане), нежењама и удовицама. Конкретно, било је 6.551 (58,37%) грчких и 4.672 (41,63%) албанских домаћинстава, 909 (66,25%) грчких и 463 (33,75%) албанских нежења и 562 (72,05%) Грка и 218 (27,95%) албанских домаћинстава. Грци су углавном живели у великим селима и градовима, а Албанци у малим селима. Наиме, од 580 насељених села, 407 се наводи као албанска, 169 као грчка, а четири као мешовита; међутим, грчка села су имала у просеку 3,5 пута више породица него албанска. Многа од ових насеља су од тада напуштена, док су друга преименована. Млетачки извор из средине 15. века процењује да је у то време на Пелопонезу живело 30.000 Албанаца. Током османско-млетачких ратова, многи Албанци су умрли или су били заробљени у служби Млечана; у Нафпактосу, Нафплију, Аргу, Метону, Корону и Пилосу. Штавише, 8.000 албанских стратиота, већина њих заједно са породицама, напустило је Пелопонез да би наставили војну службу под Млетачком републиком или Напуљском краљевином. На крају османско-млетачких ратова, велики број Албанаца је побегао са Пелопонеза на Сицилију. У другој половини 19. века, од око 730.000 (по грчком попису из 1879. године) становника Пелопонеза и три суседна острва Порос, Хидра и Спецес, Арванити су укупно бројали 90.253 (или 12,3%) према Алфреду Филипсону; док је у критичком одговору на Филипсонову студију исте године, Христос Корилос подржао 50,352 (или 6,9%) за Пелопонез и 20,685 за три горе поменута острва, укупно 71,037 (или 9,7%). Средином 19. века, Јохан Георг фон Хан је проценио њихов број широм Грчке на између 173.000 и 200.000.
- Етнографска карта Пелопонеза Алфреда Филипсона, 1890; подручја албанског говорног подручја у црвеној боји.
- Америчка етнографска карта Балканског полуострва, 1911; подручја насељена Албанцима у светло наранџастој боји.
- Албанци у Грчкој (светлоплава нијанса), 1923.
- Албанци у Грчкој (наранџастом бојом), 1932.

Не постоје званични подаци о броју Арванита у Грчкој данас (не постоје званични подаци о етничкој припадности у Грчкој). Последњи доступни званични подаци пописа потичу из 1951. Од тада, процене броја Арванита су се кретале од 25.000 до 200.000. Следи резиме процена које се веома разликују:
- Попис из 1928.: 18.773 грађана који се изјашњавају као "албанофони" у целој Грчкој.
- Попис из 1951: 22.736 „Албанофона“
- Фурикис (1934): око 70.000 Арванита само у Атици
- Трудгил/Цаварас (1976/77): око 140.000 у Атици и Беотији заједно
- Сасе (1991): процењује се да 50.000 говорника Арванитике у целој Грчкој.[11]
- Часопис Етнолог, 2000: 150.000 Арванита, који живе у 300 села.
- Савезна унија европских националности, 1991: 95.000 „Албанаца Грчке“
- Међународна група за права мањина, 1997: 200.000 Арванита Грчке[12]
- Јан Маркус (2001): 25.000 Арванита у Грчкој[13]

Као и остало грчко становништво, Арванити су емигрирали из својих села у градове, а посебно у главни град Атину. То је допринело губитку језика код млађе генерације.

### Насеља
Данас се региони са јаким традиционалним присуством Арванита налазе углавном у компактном подручју у југоисточној копненој Грчкој, наиме широм Атике (посебно у источној Атици), јужне Беотије, североисточно од Пелопонеза, јужно од острва Евбеја , северно од острва Андрос, и неколико острва Саронског залива укључујући Саламину, Хидру, Порос, Ангистри и Спецес. У деловима ове области чинили су солидну већину до око 1900. У оквиру Атике, делови главног града Атине и њених предграђа били су арванитски све до касног 19. века. Насеља има и у неким другим деловима Пелопонеза, и у Фтиотиди. Албанци су се населили и на острвима Кеа, Псара, Егина, Китнос, Скопелос и Самос. Они ће се након тога асимилирати у грчко становништво. Арванити су живели у овим насељима током историје: Беотија (Инофита, Теспије, Танагра, Леонтари); Фтиотида (Ливанате, Мартино, Малесина); Евбеја (Кафиреас, Стира, Заракес); Атика (Ахарнес, Афидне, Агиос Стефанос, Ано Лиосија, Аспропирјос, Авлона, Халандри, Елефсина, Еритре, Фили, Граматико, Каламос, Каливија Торику, Капандрити, Каматеро, Кератеа, Кифисија, Крионери, Малакаса, Мандра, Маратон, Маркопулон Месогијас, Маркопулон Оропу, Маруси, Метаморфоси, Оропос, Пеанија, Плака, Полидендри, Спата, Сикамино, Вари, Варимбомби, Варнава, Вилија); Коринтија (Ексамилија); Арголида (Краниди, Метана, Просимна).

## Језик
Арванитика је дијалект албанског језика, који дели сличне карактеристике првенствено са другим варијететима. Име Арванитика и његов изворни еквивалент су изведени од етнонима Арванити, који пак потиче од топонима Арбена (грчки: Αρβανα), који се у средњем веку односио на регион у данашњој Албанији. Док се Арванитика обично називала албанским у Грчкој до 20. века, жеља Арванита да искажу своју етничку идентификацију као Грци довела је до става да се одбацује идентификација језика са албанским. У новије време, Арванити су имали само врло непрецизне представе о томе колико је њихов језик сродан или неповезан са албанским. Пошто је Арванитика готово искључиво говорни језик, Арванити такође немају практичну повезаност са стандардним албанским језиком који се користи у Албанији, јер не користе овај облик у писаној форми или у медијима. Питање лингвистичке блискости или удаљености између арванитике и албанског долази у први план посебно од раних 1990-их, када је велики број албанских имиграната почео да улази у Грчку и долази у контакт са локалним арванитским заједницама.
Од 1980-их година, организовани су напори да се очува културна и језичка баштина Арванита. Највећа организација која промовише Арванитику је „Арванитска лига Грчке“ (Αρβανιτικος Συλλογος Ελλαδος). Арванитика се тренутно сматра у опасности од изумирања јер нема правни статус у Грчкој. Језик такође није доступан ни на једном нивоу образовног система у Грчкој. Друштвене промене, владина политика и незаинтересованост јавности такође су допринели опадању језика.

## Односи међу заједницама
Арванити су се етнички разликовали од Грка све до 19. века. Код Арванита, ова разлика је била изражена речима као што су shkljira за Грка и shkljerishtë за грчки језик који су до последњих деценија имали негативан призвук. Ове речи у Арванитици имају свој сродни пандан у пежоративном изразу shqa који северни Албанци користе за Словене. На крају крајева, ови термини који се користе међу говорницима албанског потичу од латинске речи склавус која је садржала традиционално значење „суседни странац“.
Уз учешће у Грчком рату за независност и Грчком грађанском рату, ово је довело до све веће асимилације међу Арваницима. Заједничка һришћанска православна вера коју су делили са остатком локалног становништва била је један од главних разлога који је довео до њихове асимилације. Иако су социолошке студије арванитских заједница и даље примећивале препознатљив осећај посебног „етничког“ идентитета међу Арванитима, аутори нису идентификовали осећај „припадности Албанији или албанској нацији“. Многи Арванити сматрају да је ознака „Албанци“ увредљива јер се национално и етнички идентификују као Грци, а не као Албанци. Жак Леви описује Арваните као „говорнике албанског језика који су били интегрисани у грчки национални идентитет још у првој половини деветнаестог века и који себе ни на који начин не сматрају етничком мањином“.
Односи између Арванита и других албанско говорећих популација су варирали током времена. Током почетка грчког рата за независност, Арванити су се борили заједно са грчким револуционарима и против муслиманских Албанаца. На пример, Арванити су учествовали у масакру муслиманских Албанаца у Триполију 1821. године, док су неки људи који говоре муслимански Албанци у региону Бардуније остали и после рата, прешавши у православље. У последње време, Арванити су изразили помешана мишљења према албанским имигрантима у Грчкој. Негативни ставови су перцепције да су албански имигранти „комунисти“ који долазе из „заостале земље“ или погодан народ са сумњивим моралом, понашањем и непоштовањем вере. Други Арванити током касних 1980-их и раних 1990-их изразили су солидарност са албанским имигрантима, због језичких сличности и због тога што су били политички левичари. Односи између Арванита и других заједница православног албанског говорног подручја, попут оних у грчком Епиру, такође су помешани, јер им се не верује у верска питања због некадашњег албанског муслиманског становништва које је живело међу њима.
Међутим, међу широм популацијом која говори грчки, Арванити и њихов језик Арванитика су у прошлим временима посматрани на погрдан начин. Ова гледишта су допринела обликовању негативних ставова Арванита у погледу њиховог језика и на тај начин повећала асимилацију. У постдиктаторској Грчкој, Арванити су се рехабилитовали унутар грчког друштва кроз, на пример, пропагирање Пелазгијске теорије о пореклу Арванита. Теорија је створила контра-дискурс који је имао за циљ да Арванитима да позитивну слику у грчкој историји тврдећи да су Арванити преци и односи савремених Грка и њихове културе. Арванитско оживљавање пелазгијске теорије је такође недавно позајмило друга албанска популација унутар и из Албаније у Грчкој како би се супротставила негативној слици њихових заједница. Међутим, модерни научници су ову теорију одбацили и на њу се гледа као на мит.

## Култура
Фара је модел порекла, сличан албанском племенском систему фис. Арванити су били организовани у фаре (φαρες) углавном током владавине Османског царства. Апикални предак (заједнички предак од кога лоза или клан може да води порекло) је био војсковођа и фара је добила име по њему. У једном арванитском селу, сваки фара је био одговоран за вођење родословних записа, који се до данас чувају као историјски документи у локалним библиотекама. Обично је у арванитском селу било више фарова, а понекад су били организовани у фратрије које су имале сукоб интереса. Те фратрије нису дуго трајале, јер је сваки вођа фаре желео да буде вођа фратрије и није һтео да га води други.
Жене су имале релативно јак положај у традиционалном арванитском друштву. Жене су имале право гласа у јавним питањима у вези са својом фаровима, а такође су често носиле оружје. Удовице су могле да наследе статус и привилегије својих мужева и тако стекну водеће улоге у фари, као што је то чинила, на пример, Ласкарина Бубулина.
Традиционалне арванитске народне песме нуде драгоцене информације о друштвеним вредностима и идеалима арванитских друштава. Традиционална одећа Арванита укључивала је карактеристичну одећу која их је у прошлим временима понекад идентификовала као Арваните из других суседних популација. Мушкарци Арванита на грчком копну носили су фустанелу, одећу са набораним сукњама или килт, док су они који су живели на неким егејским острвима носили широке панталоне грчких помораца. Жене су биле познате по томе што су носиле дебелу кошуљу која је била извезена. Носили су и јако извезен фунди или хаљину која је била јако извезена свилом, а на копну сигуни, вунени дебели бели капут. На егејским острвима, Арваниткиње су носиле свилене хаљине са видним турским утицајем. Термини за арванитску женску одећу били су пре на арванитици него на грчком.